# Urs Huber
Urs Huber (Muri, 12 de agosto de 1985) es un deportista suizo que compitió en ciclismo de montaña en la disciplina de campo a través.
Ganó una medalla de bronce en el Campeonato Mundial de Ciclismo de Montaña en Maratón de 2008 y una medalla de bronce en el Campeonato Europeo de Ciclismo de Montaña en Maratón de 2008.

## Medallero internacional
| Campeonato Mundial | Campeonato Mundial  | Campeonato Mundial | Campeonato Mundial |
| Año                | Lugar               | Medalla            | Competición        |
| ------------------ | ------------------- | ------------------ | ------------------ |
| 2008               | Villabassa (Italia) | Medalla de bronce  | Campo a través     |
| Campeonato Europeo |                     |                    |                    |
| Año                | Lugar               | Medalla            | Competición        |
| 2008               | Albstadt (Alemania) | Medalla de bronce  | Campo a través     |